# Robert Berland
Robert Berland, född den 5 november 1961 i Chicago, USA, är en amerikansk judoutövare.
Han tog OS-silver i herrarnas mellanvikt i samband med de olympiska judotävlingarna 1984 i Los Angeles.